# ISW11SC
GALAXY S II WiMAX ISW11SC（ギャラクシー エスツー ワイマックス あいえす だぶりゅ いちいち えすしー）は、韓・サムスン電子（サムスン・テレコミュニケーションズ・ジャパン）によって開発された、auブランドを展開するKDDI及び沖縄セルラー電話のISシリーズの一つで、CDMA 1X WIN対応ストレート型スマートフォンである。製造型番はSCI11。メーカー型番はSCH-J001。

## 概要
au向けとしては初となるGALAXYシリーズで、最初で最後となる+WiMAX（モバイルWiMAX）対応機種である。そのためWi-Fiテザリングにも対応している。

## 特徴
ベースとなるグローバルモデルは存在しない。デザイン面は韓国で販売されている"Galaxy S II HD LTE"が基になっている。
auとしては初となるNFCに対応している。ただしおサイフケータイには非対応。
au ICカードはマイクロではなく通常サイズのものが用いられる。カードがオレンジ1色のver.001は通話や通信はできるが、NFC機能の認証に利用する場合は現在発行されている茶色と白のストライプのver.002に交換することになる。なおver.002の通常サイズのカードを持っている場合は今まで通り新規購入時の端末増設かカード差し替え（ロッククリアは不要）により使用できる。
UIはサムスン独自のTOUCHWIZ 4.0 UXを採用している。
この機種を含む2012年春モデル以降の機種より順次、新書体を用いた新デザインのauロゴ（筆記体風デザイン）が刻印される。また起動直後に表示されるロゴは「Android au」ではなく、「au」の新ロゴが表示される。
防水性能は備えていないほか、ワンセグ・赤外線通信には非対応である。
この機種にプリインストールされている「KDDI Eメールアプリ」は2011年秋冬モデル・Xperia acro（IS11S）・HTC EVO WIMAX（ISW11HT）に搭載されている「KDDI Eメールアプリ」と違い最初からEメールの着信音をプリセット以外のものに設定可能である。
NTTドコモ向けのGALAXYシリーズにて採用されたイワタUDゴシック は、今回のau向けには採用していない。
韓国語、英語、中国語、ポルトガル語、日本語に対応している。

## 歴史
- 2012年（平成24年）1月16日 - KDDIおよびサムスン・テレコミュニケーションズ・ジャパンより公式発表。
- 2012年1月20日 - ノーブルブラックが全国にて一斉発売。
- 2012年2月16日 - 第1回ソフトウェアアップデート開始。
- 2012年3月24日 - 中部地区にてセラミックホワイトが追加発売。
- 2012年3月25日 - 関東地区にてセラミックホワイトが追加発売。
- 2012年3月28日 - 中国・九州・沖縄地区にてセラミックホワイトが追加発売。
- 2012年3月30日 - 上記以外の残りの地区にてセラミックホワイトが追加発売。
- 2012年5月15日 - シャイニーマゼンタが追加発表。[3]
- 2012年5月22日 - 第2回ソフトウェアアップデート開始。
- 2012年7月20日 - 中部・北陸・四国・九州地区にてシャイニーマゼンタが追加発売。
- 2012年7月21日 - 北海道・東北・関東・関西・中国地区にてシャイニーマゼンタが追加発売。
- 2012年7月25日 - 沖縄地区にてシャイニーマゼンタが追加発売。
- 2012年8月16日 - 第3回ソフトウェアアップデート開始。
- 2012年9月13日 - 第4回ソフトウェアアップデート(Android 4.0.4にバージョンアップ開始。)
- 2012年9月15日 - ソフトウェアに一部不具合が確認されたため、Android 4.0.4へのアップデートを一時停止。[4]
- 2012年10月2日 - 第5回ソフトウェアアップデート(Android 4.0.4へのアップデートを再開。)[5]
- 2013年2月14日 - 第6回ソフトウェアアップデート開始。

## プリインストールアプリ
- Skype
- au one Friends Note
- au Market
- au お客様サポート
- Samsung Apps
- Social Hub
- Game Hub
- Kies Air
- Allshare
- Backup
- mia jp
- Nドライブ
- LISMO Book Store
- LISMO Player
- Photo Air
- ナビウォーク
- 3LM Security
- Polaris Office
- Find my mobile

## 主な機能・サービス
※ PC向けWebブラウザが標準装備されておりFlashコンテンツもフル表示可能。携帯向けサイト(EZWeb)は他のスマートフォンやPCと同じく閲覧不可。
| 主な機能・対応サービス                                                           | 主な機能・対応サービス                           | 主な機能・対応サービス              | 主な機能・対応サービス                                             |
| -------------------------------------------------------------------------------- | ------------------------------------------------ | ----------------------------------- | ------------------------------------------------------------------ |
| Webブラウザ                                                                      | LISMO! for Android メディアプレイヤー LISMO WAVE | おサイフケータイ NFC                | ワンセグ                                                           |
| au one メール PCメール Gmail EZwebメール                                         | デコレーションメール                             | Skype au                            | PCドキュメント                                                     |
| au Smart Sports Run & Walk Karada Manager ゴルフ(web版) Fitness、歩数計          | GPS 方位計                                       | au oneナビウォーク au one助手席ナビ | au one ニュースEX au one GREE                                      |
| じぶん銀行                                                                       | 緊急地震速報                                     | Bluetooth                           | 無線LAN機能 (Wi-Fi) テザリング (Wi-Fi・USB) +WiMAX (モバイルWiMAX) |
| 赤外線通信                                                                       | WIN HIGH SPEED                                   | グローバルパスポート(CDMA)          | auフェムトセル                                                     |
| microSD microSDHC                                                                | モーションセンサー(6軸)                          | 防水 防塵                           | 簡易留守録 着信拒否設定                                            |
| Cメール (ただし、＋メッセージ（プラスメッセージ）は更新・インストールが出来ない) |                                                  |                                     |                                                                    |

- 安心セキュリティパックは、フル対応

## アップデート
- 2012年2月16日に以下の不具合の修正がケータイアップデートによって行われた。[8]
  - 電源投入が出来なくなる場合がある。
    - なお、アップデート前にこの事象が発生した場合にはauショップにて預かり修理となる。
- 2012年5月22日に以下の不具合の修正がケータイアップデートによって行われた。[9]
  - 突然、圏外になる場合がある事象が改善される。
  - 節電モードウィジェットからWiMAX設定できなくなる場合がある事象が改善される。
- 2012年8月16日に以下の不具合の修正がケータイアップデートによって行われた。[10]
  - SMS (Cメール) 受信時の表示不具合が改善される。
- 2013年2月14日に以下の不具合の修正がケータイアップデートによって行われた。[11]
  - microSDカードの初期化失敗の不具合の改善。
- 2013年4月25日に以下の不具合の修正がケータイアップデートによって行われた。[12]
  - Eメールの送受信が出来なくなる不具合の修正。

## Android 4.0.4へのバージョンアップ
- 2012年9月13日にAndroid 4.0.4へのバージョンアップが開始されたが、GPS機能が利用できなくなる場合が確認されたため、2012年9月15日より一時停止していた[13]。その後、2012年10月2日よりバージョンアップが再開された。バージョンアップにより下記の機能などが新たに追加され、改善などがおこなわれる[14]。
  - Bluetoothのバージョンが3.0+HSから3.0+EDRに変更
  - auウィジェットの追加
  - 安心セキュリティパック対応
  - 国際電話 +コード発信機能の追加
  - 設定メニューの構成変更
    - 設定メニューの項目が変更になり、「データ使用」「開発」などの項目が増える。
    - アプリ毎のデータ使用量を確認できます。

  - オプションメニューの構成変更
  - 音楽プレーヤーのメニュー変更
  - 動画アプリのメニュー
    - 上部のタブに「サムネイル」「リスト」「フォルダ」が追加され、サムネイル表示ができるようになる。

  - 電源OFFのメニュー
    - 再起動が追加

  - Eメールアプリの改善